# Lijst van rijksmonumenten in Weerdinge
De buurtschap Weerdinge telt 9 inschrijvingen in het rijksmonumentenregister. Hieronder een overzicht. 
| Object                                                            | Oorspronkelijke functie?  | Bouwjaar                                             | Architect       | Locatie            | Coördinaten?                  | Nr.?   | Afbeelding                                               |
| ----------------------------------------------------------------- | ------------------------- | ---------------------------------------------------- | --------------- | ------------------ | ----------------------------- | ------ | -------------------------------------------------------- |
| De Hondsrug                                                       | Industrie- en poldermolen | 1910 (herb. na brand) 1938-'39 (herst.) 1988 (rest.) | Van Ausselt     | IJsspoorweg 32     | 52° 49' 11" NB, 6° 55' 21" OL | 14964  | Meer afbeeldingen                                        |
| Boerderij met achterbaander en iets uitgekraagde houten topgevel  | Boerderij                 | mog. 18e eeuw (kern)                                 |                 | Dorpsstraat 69     | 52° 48' 57" NB, 6° 54' 39" OL | 14965  | Meer afbeeldingen                                        |
| Hallenhuisboerderij met dubbel woonhuis onder rieten dak          | Boerderij                 | ca. 1870                                             |                 | Dorpsstraat 29     | 52° 49' 5" NB, 6° 54' 57" OL  | 510929 | Hallenhuisboerderij met dubbel woonhuis onder rieten dak |
| Houten schuur met aanbouwen onder rieten schilddak                | Boerderij                 | ca. 1870                                             |                 | bij Dorpsstraat 29 | 52° 49' 5" NB, 6° 54' 57" OL  | 510930 | Meer afbeeldingen                                        |
| Hallenhuisboerderij met rieten kap                                | Boerderij                 | ca. 1870 1975 (verb.)                                | H.W. Vos (1975) | Dorpsstraat 23     | 52° 49' 4" NB, 6° 54' 50" OL  | 510932 | Meer afbeeldingen                                        |
| Houten schuur onder rieten schilddak                              | Boerderij                 | ca. 1870                                             |                 | bij Dorpsstraat 23 | 52° 49' 4" NB, 6° 54' 50" OL  | 510933 | Houten schuur onder rieten schilddak                     |
| Open wagenloods                                                   | Boerderij                 | ca. 1870                                             |                 | bij Dorpsstraat 23 | 52° 49' 4" NB, 6° 54' 50" OL  | 510934 | Open wagenloods                                          |
| Bakhuisje onder zadeldak                                          | Boerderij                 | ca. 1870                                             |                 | bij Dorpsstraat 23 | 52° 49' 4" NB, 6° 54' 50" OL  | 510935 | Upload foto                                              |
| Hallenhuisboerderij met dubbele woning onder afgewolfd rieten dak | Boerderij                 | ca. 1860 1956 (verb.)                                |                 | Dorpsstraat 21-21a | 52° 49' 4" NB, 6° 54' 46" OL  | 510968 | Meer afbeeldingen                                        |